# June Caprice

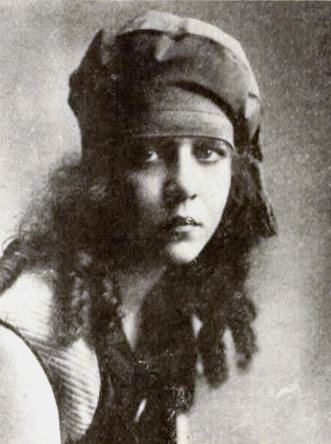
June Caprice (1919)

June Caprice (* 19. November 1895 in Arlington als Helen Elizabeth Lawson; † 9. November 1936 in Los Angeles) war eine US-amerikanische Filmschauspielerin der Stummfilmzeit.

## Leben und Wirken
Ihre Eltern waren Peter and Anna Lawson. Caprice wurde entdeckt, als sie einen Mary Pickford Lookalike-Contest gewann.
Ihren ersten Vertrag unterschrieb sie daraufhin bei Thanhouser Film Corporation. Schon nach kurzer Zeit wechselte sie allerdings zur Fox Film Corporation und drehte im Jahr 1916 ihren ersten Film unter der Regie von John G. Adolfi,  Caprice of the Mountains. Hier spielte sie an der Seite von Harry Hilliard die Rolle der Caprice Talbert. Durch den Rollennamen entstand auch ihr Künstlername. Unter der Regie von Adolfi und an der Seite von Hilliard entstanden im selben Jahr auch noch die Filme Little Miss Happiness und The Ragged Princess sowie 1917 Patsy. Insgesamt übernahm Adolfi bei acht ihrer Filme die Regie. Bei Every Girl's Dream (1917) spielte sie erneut an der Seite von Hilliard, jetzt unter der Regie von Harry F. Millarde. Bis 1918 entstehen unter seiner Regie sieben weitere Filme. Schließlich wurde die Zusammenarbeit mit Fox beendet und sie wechselte 1919 zu Albert Capellani Productions. In den folgenden Filmen Oh Boy!, The Love Cheat und A Damsel in Distress die alle 1919 entstanden sind, war ihr Filmpartner Creighton Hale. Es folgte ein erneuter Wechsel der Filmproduktionsgesellschaft, jetzt zu George B. Seitz Productions und hier drehte sie ihre letzten beiden Filme Rogues and Romance (1920) und The Sky Ranger (1921). Diese wurden als Serial gedreht. Durch ihre Popularität wurde sie von Coca-Cola für Werbeaufnahmen unter Vertrag genommen.
Sie war mit dem Regisseur Harry F. Millarde bis zu seinem Tod 1931 verheiratet. Gemeinsam hatten sie eine Tochter, June Elizabeth (1922–1991), die später unter dem Künstlernamen Toni Seven als Schauspielerin und Covergirl bekannt wurde.
Nach ihrem Tod im Jahr 1936 wurde sie im Forest Lawn Memorial Park in Glendale, Kalifornien beigesetzt.

## Filmografie
- 1916: Caprice of the Mountains
- 1916: Little Miss Happiness
- 1916: The Ragged Princess
- 1916: The Mischief Maker
- 1917: A Modern Cinderella
- 1917: A Child of the Wild
- 1917: The Small Town Girl
- 1917: Patsy
- 1917: Every Girl's Dream
- 1917: Miss U.S.A.
- 1917: Unknown 274
- 1917: The Sunshine Maid
- 1918: The Heart of Romance
- 1918: A Camouflage Kiss
- 1918: Blue-Eyed Mary
- 1918: Miss Innocence
- 1919: Oh Boy!
- 1919: The Love Cheat
- 1919: A Damsel in Distress
- 1920: In Walked Mary
- 1920: Rogues and Romance
- 1921: The Sky Ranger